# ZTS Martin

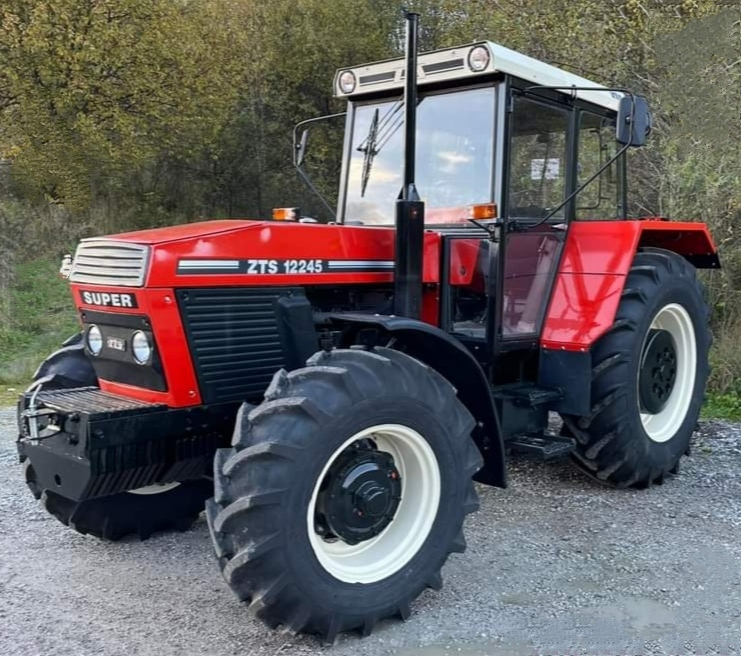
Ciągnik rolniczy ZTS 12245 UR II "C"

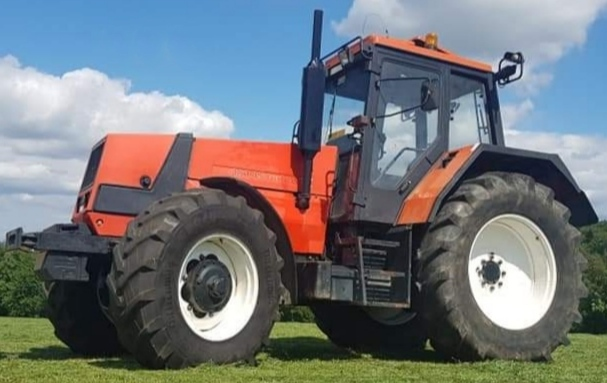
Ciągnik rolniczy ZTS 18345 UR IV M1 z 1997 roku

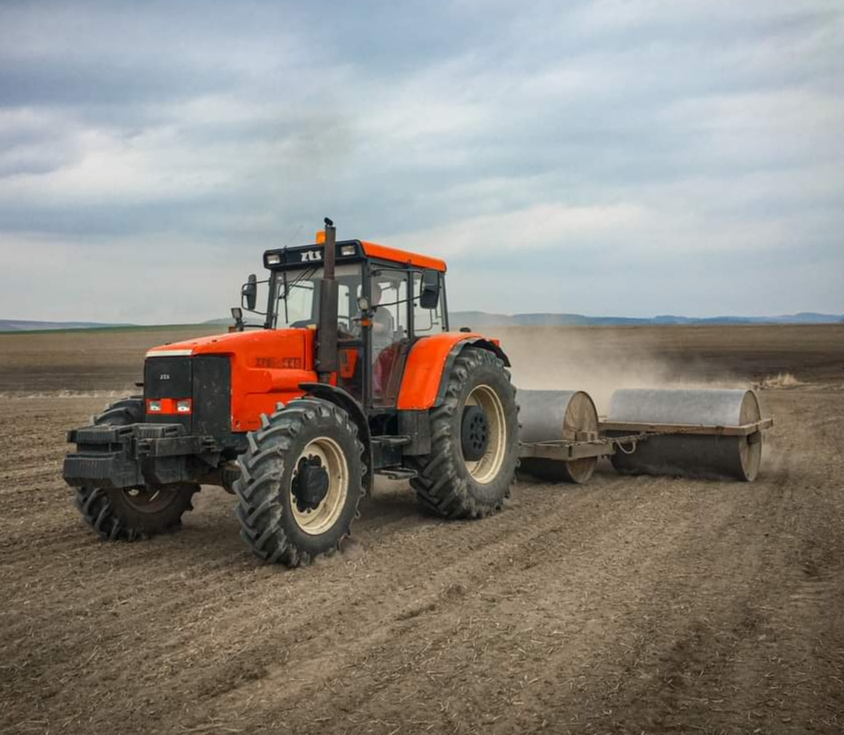
Ciągnik rolniczy ZTS 16445 M2000

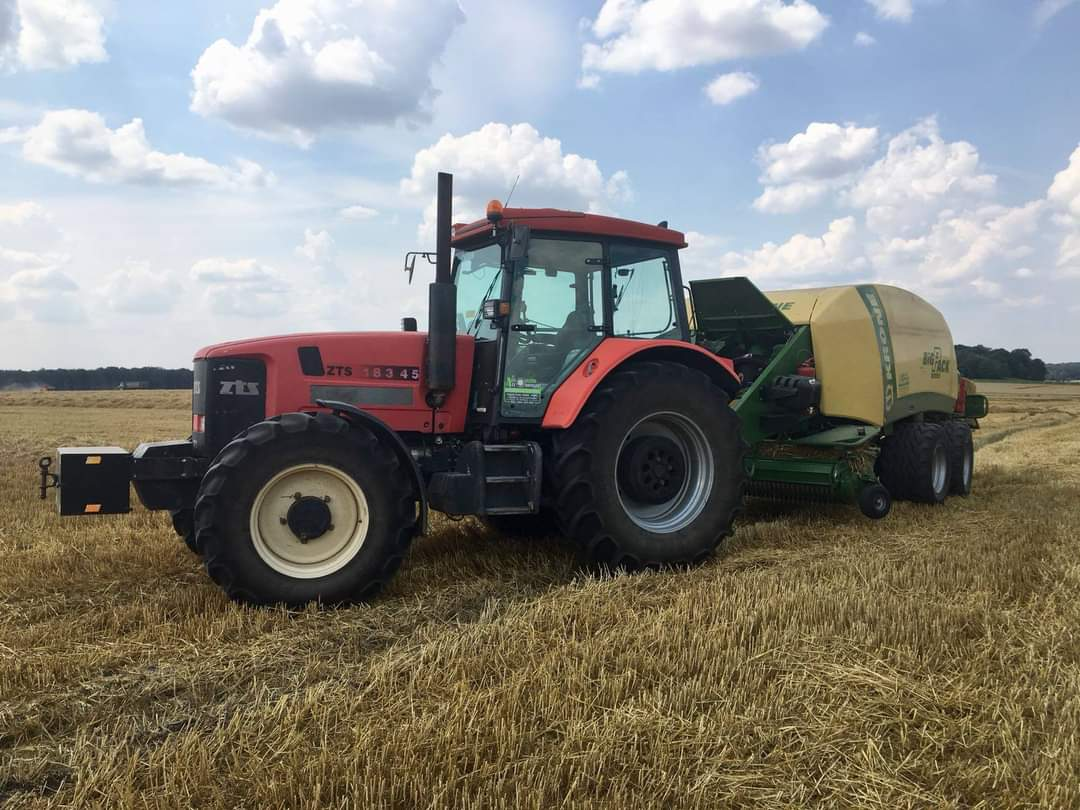
Ciągnik rolniczy ZTS 18345 UR IV M2005

ZTS Martin (Závody ťažkého strojárstva) – słowackie przedsiębiorstwo specjalizujące się w produkcji seryjnej ciągników rolniczych, silników wysokoprężnych, budowanych i górniczych maszyn, kooperacji w ziemnej technice obronnej wojskowej i innych kooperacjach.

## Historia
- 1949 – utworzenie zakładu
- 1950 – pierwsze górnicze lokomotywy
- 1957 – pierwsze pojazdy kolejowe
- 1960 – produkcja silników Diesla do lokomotyw od 150 do 1250 KM
- 1965 – założenie Instytutu Badań i Rozwoju
- 1966 – produkcja silników Diesla w ramach licencji Pielstick (850–1800 KM)
- 1969 – produkcja leśnych kołowych ciągników zrywkowych (własnej konstrukcji)
- 1970 – pierwsze koparki kołowe produkowane na licencji Poclain
- 1973 – produkcja pierwszych silników ciągników 80–160 KM
- 1978 – pierwsze ciągniki rolnicze produkowane Zetor UR II
- 1988 – pierwsze buldożery produkowane we współpracy z Hanomag
- 1990 – pierwsze silniki Diesla 30-45 wyprodukowane w ramach licencji Lombardini
- 1993 – rozpoczęcie produkcji pod marką ZTS[2]
- 1995 – pierwsze małe budowlane pojazdy o ładowności 1500 a 3000 kg
- 2001 - w maju powstała spółka SEMT PRODUCTION s.r.o., która przejęła część produkcji ZTS TEES Martin a we wrześniu rozpoczęła produkcję silników diesla typu PA4–185 (PIELSTICK), skrzyni biegów typu P135.1 do ciągników rolniczych, przekładni głównych (tylny most) ZM 90, ZM 120 i ZM 130, osi napędzanych przednich PHN 2000, kół zębatych, obróbkę cieplną (wyżarzanie, hartowanie, azotowanie, hartowanie HF), obróbkę powierzchniową (cynkowanie, fosforanowanie, chromowanie, czernienie) oraz ogólną obróbkę metali.[3]
- 2002 – firma Martimex – Alfa, a. s. przejęła prawa do produkcji ciągników ZTS URII i UR IV lokując ją w firmie LKT w Trestnej[4]. Ciągniki były tam produkowane we współpracy z firmami SEMT Martin (rama ciągnika), Druhá strojárenská Martin (silnik), Manet Považská Bystrica (przekładnia), Kovotrend Orlov (kabina) i inne.[5]

## Produkty
Ciągniki rolnicze:
- modernizacja UR II A (1978-1984 r.): Zetor Crystal 8011, 8045, 10045, 12011, 12045, 16045;
- modernizacja UR II B (1983-1989 r.): Zetor 8111, 8145, 10111, 10145, 12111, 12145, 16145;
- modernizacja UR II C (1989-... r.): Zetor 8211, 8245, 9211, 9245, 10211, 10245, 11211, 11245, 12211, 12245, 14245, 16245;
- ZTS UR II C Super
- ZTS UR IV (1995-...): ZTS 8311, 8345, 10311, 10345, 11311, 11345, 12311, 12345, 14345, 16345, 18345.

## Wielkość produkcji
Ciągniki:
- 1996 – 870,
- 1997 – 1130,